# Metadelrioite
La metadelrioite è un minerale.